# Philip Gossett
Philip Gossett (Nova York, 27 de setembre de 1941 – Chicago, 13 de juny de 2017) fou un musicòleg i historiador estatunidenc. Professor distingit de música a la Universitat de Chicago. L'interès durant tota la seva vida en l'òpera italiana del segle xix, el va fer dirigir la publicació d'un llibre important en el tema, Divas and Scholars: Performing Italian Opera, que el va fer guanyar el Otto Kinkeldey Award of the American Musicological Society com el millor llibre de música del 2006.

## Publicacions
1. ↑  Il giornale della musica Arxivat 2017-06-27 a Wayback Machine., 13 June 2017